# Мерзебург
Мерзебург (њем. Merseburg) град је у њемачкој савезној држави Саксонија-Анхалт. Једно је од 29 општинских средишта округа Зале. Према процјени из 2010. у граду је живјело 36.075 становника. Посједује регионалну шифру (AGS) 15088220.

## Географски и демографски подаци
Мерзебург се налази у савезној држави Саксонија-Анхалт у округу Зале. Град се налази на надморској висини од 88 метара. Површина општине износи 54,8 km². У самом граду је, према процјени из 2010. године, живјело 36.075 становника. Просјечна густина становништва износи 658 становника/km². Смјештен је на реци Зале, 14 километара јужно од града Хале.

## Међународна сарадња
| Мјесто          | Држава    | Врста сарадње | Од    |
| --------------- | --------- | ------------- | ----- |
| Ђенцано ди Рома | Италија   | партнерство   | 1971. |
| Шатијон         | Француска | партнерство   | 1963. |
| Извор           |           |               |       |

## Историја
Мерзебург се први пут помиње 850. Краљ Хенрик I Птичар је овде направио палату. У граду су радо боравили њемачки краљеви током 10, 11. и 12. века. Касније је Мерзебург изгубио на значају. Почетком 20. века у граду је настао центар за развој савремене индустријске хемије. Град је тешко страдао од бомбардовања у Другом светском рату.
Град је познат по Мерзебуршким бајалицама, прехришћанском тексту који је овде откривен 1841.